# 존 브룩스
존 앤서니 브룩스 주니어(영어: John Anthony Brooks, Jr., 1993년 1월 28일, 독일 베를린 ~ )는 독일 출생 미국의 축구 선수로 현재 독일 분데스리가의 1899 호펜하임에서 수비수로 활동 중이며 미국과 독일 이중 국적을 보유하고 있다.

## 선수 경력

### 클럽
2011년 헤르타 BSC 입단 후 2017년까지 1군 공식전 130경기 8골을 기록하며 2012-13 시즌 2부 리그 우승 및 차기 시즌 1부 리그 승격, 2015-16년 DFB-포칼 4강, 2016-17년 UEFA 유로파리그 3라운드 진출 등에 일조했다.
그 후 헤르타를 떠나 무려 278억원의 이적료에 VfL 볼프스부르크와 입단 계약을 체결했으며 현재까지 분데스리가 2018-19 6위, 2019-20년 UEFA 유로파리그 16강 진출 등의 성과를 거두었다.

### 국가대표팀
2013년 7월 보스니아 헤르체고비나와의 친선 경기에서 국제 A매치 데뷔전을 치른 후 이듬해에 열린 2014년 FIFA 월드컵 본선에 합류하여 전 대회 8강에 빛나는 가나와의 G조 조별리그 1차전에서 A매치 데뷔골을 터뜨리며 팀 승리에 기여했고 이 승리를 기반으로 미국은 독일에 이어 조 2위로 2회 연속 16강 진출에 성공했다.
이후 홈에서 열린 2015년 CONCACAF 골드컵 본선 엔트리에도 합류하여 팀의 4강 진출에 기여했으나 4강에서 다크호스 자메이카에 덜미가 잡혀 3·4위전으로 밀려났고 3·4위전에서도 복병 파나마를 상대로 승부차기까지 끌고 갔으나 페이비언 존슨, 마이클 브래들리, 다마커스 비즐리의 3연속 실축으로 2-3의 석패를 당하며 4위에 만족해야만 했다.
그리고 또 다시 이듬해에 자국에서 열린 2016년 코파 아메리카 센테나리오 출전 엔트리에 합류하여 1995년 이후 21년만의 코파 아메리카 4강 진출에 기여했으나 4강에서 강호 아르헨티나에 0-4로 대패했고 3·4위전에서도 콜롬비아에 0-1로 패하며 전년도 골드컵에 이어 또 다시 4위에 머물렀다.
그러나 2019-20년 CONCACAF 네이션스리그 A A조 4경기에 출전하며 팀의 4강 토너먼트 진출에 일조했고 이후 4강전과 결승전에서 각각 온두라스, 멕시코를 차례대로 꺾으며 국가대표팀에서의 생애 첫 국제 대회 우승을 맛보았다.

## 수상

### 클럽
헤르타 BSC
- 2. 분데스리가 : 우승 (2012-13)
- DFB-포칼 : 4강 (2015-16)

### 국가대표팀
미국
- CONCACAF 골드컵 : 4위 (2015)
- 코파 아메리카 : 4위 (2016)
- CONCACAF 네이션스리그 : 우승 (2020)